# کفرشیما
کفرشیما (به عربی: کفر شیما) شهری در لبنان است که در استان جبل لبنان واقع شده‌است.

## سرشناسان
- ورده الیازجی: (۱۸۳۸ – ۱۹۲۴) شاعر.[۲]